# Theatralität
Mit dem Begriff Theatralität (von griechisch thèatron: Schauplatz) wurde ein prägendes Denkmuster in den aktuellen Wissenschaftsdiskurs eingeführt. In vielen europäischen Sprachen tauchte er erstmals um die Wende vom 19. zum 20. Jahrhundert auf.
In den Geisteswissenschaften ging man lange Zeit von einem grundsätzlichen Unterschied zwischen den modernen westlichen und unmodernen nicht-westlichen Kulturen aus. Das Selbstverständnis dieser nicht-westlichen Kulturen formulierte sich neben Texten und Monumenten vorrangig in theatralen Prozessen wie Ritualen, Zeremonien, Festen, Spielen, Wettkämpfen usw. Man ging außerdem davon aus, dass in den westlichen Kulturen diese Funktion allein von Texten und Monumenten erfüllt würde. Diese Darstellung wurde jedoch durch kulturwissenschaftliche Forschungen stark in Frage gestellt, nachdem erwiesen wurde, dass westliche Feste, politische Zeremonien, Straf- und Begräbnisrituale usw. in ihrer Funktion und Wichtigkeit jenen der nicht-westlichen Kulturen stark ähneln.